# Constantin Băicoianu (arhitect)
Constantin Alexandru Băicoianu (n. 1859 – d. 1929) a fost un arhitect român.

## Lucrări
Constantin Alexandru Băicoianu a fost diriginte la construcția liceului din Focșani, Colegiul Național „Unirea” (1866),  Colegiului Național „Roman-Vodă” din Roman (1872), Ateneului Român (1888), la fosta Curte de Conturi (str. N. Iorga), liceului din Pitești etc. A contribuit la refacerea ansamblului Mănăstirii Mihai Vodă.

## Imagini

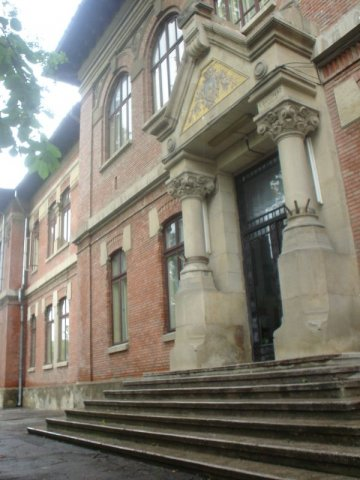
Colegiul Național „Unirea” din Focșani
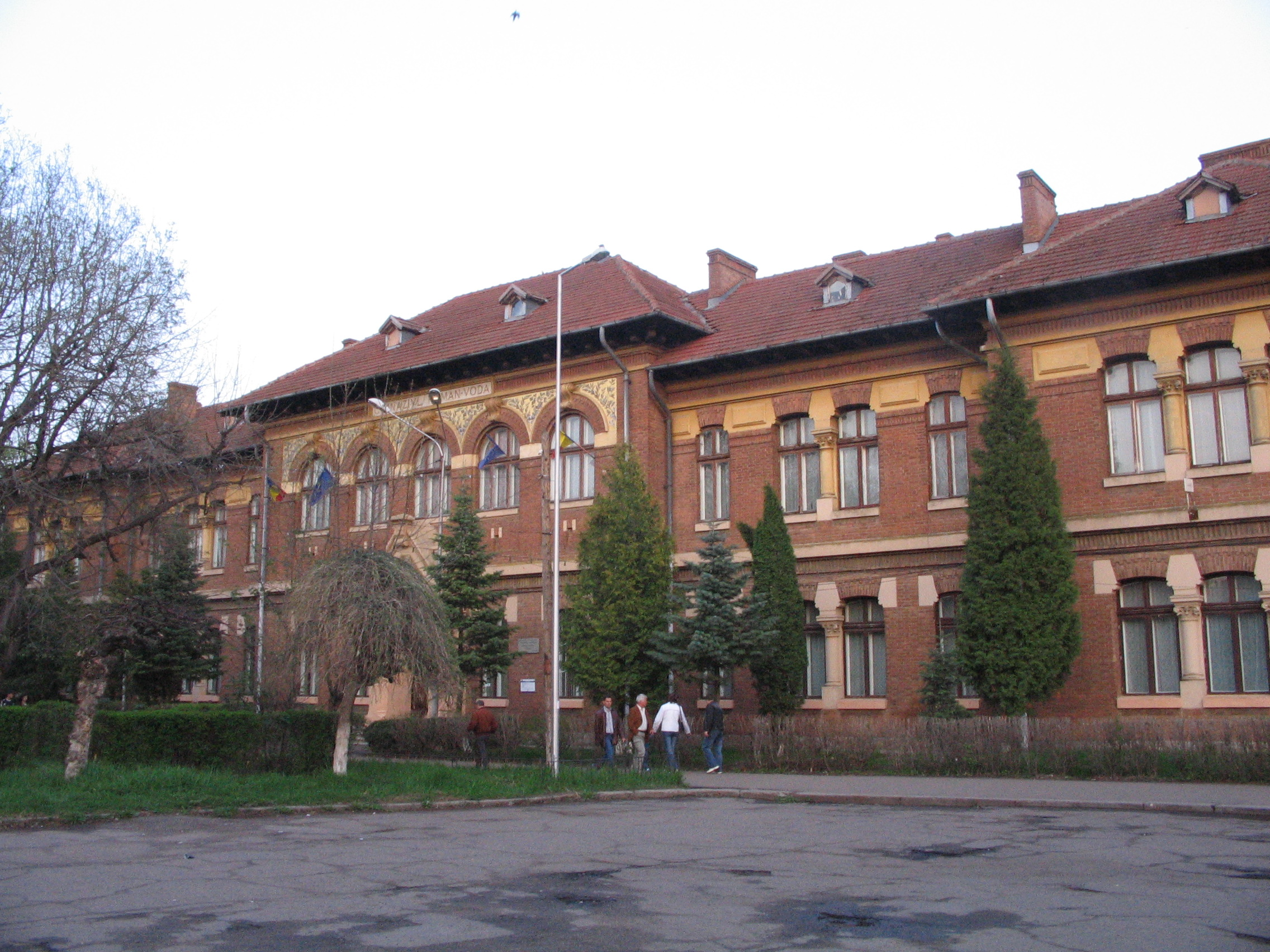
Colegiul Național „Roman Vodă” din Roman
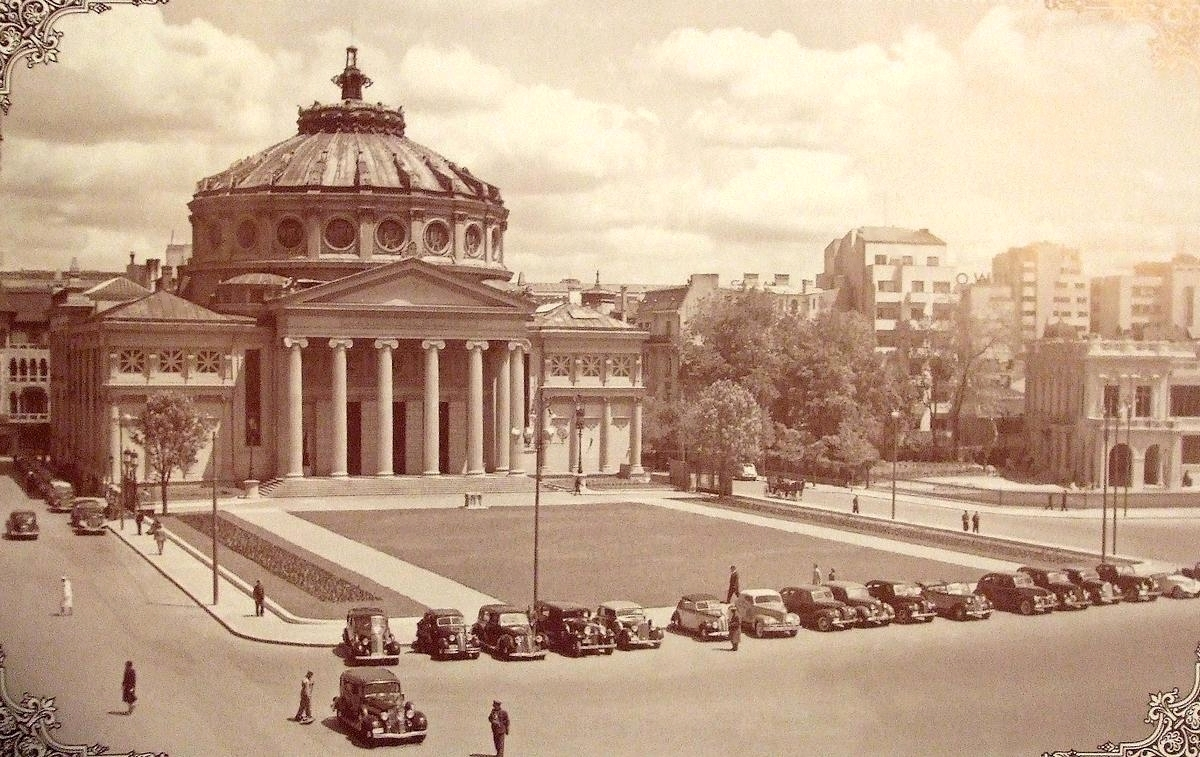
Ateneul Român în 1940